# الإجهاض في إيطاليا

معدلات الإجهاض في إيطاليا - إحصاءات

الإجهاض في إيطاليا قانونيًّا في مايو 1978، عندما مُنحت المرأة الإيطالية حق إنهاء الحمل عند الطلب خلال الأيام التسعين الأولى. اقتُرح إلغاء هذا القانون، وأُجري على هذا استفتاء وطني في 1981، لكن نحو 68% من الناخبين رفضوا إلغاءه. أُجري استفتاء آخر على مقترَح لإزالة القيود المفروضة على الإجهاض، لكنه رُفض بنسبة 88.4%.
يحق للمرأة الإيطالية طلب الإجهاض لأسباب صحية أو اقتصادية أو اجتماعية، وهذا يشمل الظروف التي نشأ فيها الحمل. تُجرى عمليات الإجهاض مجانًا في المستشفيات العامة أو المؤسسات الخاصة التي رخّصتها السلطات الصحية المحلية. الإجهاض قانونيٌّ أيضًا في الثلث الثاني من الحمل بشرط وجود خطر على حياة الأم إذا ما أتمّت الحمل، أو كان في الجنين عيب جيني أو غيره من العيوب الخطيرة التي تُعرِّض الأم لأخطار نفسية أو جسدية.
يعين القانون ترك 7 أيام –غير إلزامي– بين الترخيص الطبي للإجهاض وتاريخ الإجهاض الفعلي، إلا في حالات الطوارئ التي تستلزم تدخُّلًا فوريًّا. لا يسمح القانون بالإجهاض إلا لِمن بلَغن 18 سنة على الأقل، لكن فيه أحكامًا خاصة بمن هنّ دون هذه السِّن، فبوسعهن طلب تدخُّل قضائي إذا رفض الولي التدخل، أو وُجدت أسباب لاستبعاد الولي من العملية كلها، وعلى القاضي اتخاذ قرار في غضون 5 أيام من تقديم الطلب. ولا تَلزمهن موافقة والديّة في حالات الطوارئ ولا بعد مرور 90 يومًا.

## الإجهاضات القانونية
«مختبر الوبائيات والإحصاء الحيوي» التابع لمعهد الصحة العالي في روما يفرض منذ 1980 نظامًا رقابيًّا على الإجهاض القانوني، وهم نظام قائم على تقارير تقدِّمها السلطات الصحية المحلية كل ربع عام. تُجمَع نماذج موحَّدة تحوي بيانات إجمالية عن الخصائص الاجتماعية والديموغرافية النسائية المهمة (السن وحالة الإقامة والحالة الزواجية والسجل الإنجابي)، وتفاصيل عن العملية (أسابيع الحمل، سواء أكانت العملية اختيارية أم لسبب طارئ، ومحل صدور الشهادة، ونوع العملية، ومكان إجرائها، ومدة الإقامة، والمضاعفات المباشرة). تُرسَل هذه المعلومات إلى معهد الصحة العالي، فيتيقن من جودتها قبلما يحلِّلها من حيث: الشيوع، والتوزع الجغرافي، وخصائص المُجهِضات. هذه التحليلات يجريها سنويًّا معهد الصحة العالي ووزارة الصحة، ثم يقدمها وزير الصحة إلى البرلمان، وتُنشر النتائج أيضًا في دورية رسمية تابعة للمعهد. يُعد نظام المراقبة الإيطالي هذا من أدق أنظمة الإجهاض وأنسبها في العالم كله.

## معدل الإجهاض
في 1993 كان معدل الإجهاض في إيطاليا 9.8 إجهاضات لكل 1,000 مولود حي، أي أقل من 1%. أما الأرقام الأخرى المذكورة فهي: إجهاض 21% من حالات الحمل في 1993، و15% في 2016. ليست كل المناطق سواء؛ فالمناطق الوسطى والشمالية (وتحديدًا: إميليا-رومانيا، وليغوريا، وتوسكانا) امتازت بمعدلات خصوبة كُلِّية قليلة نسبيًّا (ولادة واحدة على مدى الحياة لكل امرأة) وبارتفاع معدلات الإجهاض ونِسَبها. صحيح أن الخصوبة قليلة في بعض المناطق الشمالية الغربية، لكن معدلات الإجهاض فيها معتدلة (9-12 إجهاضًا لكل 1,000 مولود حي)، ونسب الإجهاض فيها أقرب إلى النسبة الوطنية.
بعد تقنين الإجهاض في 1978، ارتفعت معدلات الإجهاض حتى بلغت ذروتها في 1983 (16.9 إجهاضات لكل ألف امرأة في سن الإنجاب)، قبل أن تنخفض بانتظام حتى بلغت 9.8 إجهاضات لكل ألف في 1993. وتتفاوت معدلات الإجهاض تفاوتًا كبيرًا من منطقة جغرافية إلى أخرى، فعادة ما تكون أعلى في المناطق التي تغلب عليها العلمانية، وأدنى في المناطق التي تسود فيها القِيَم التقليدية. عند النظر في البيانات المجموعة بين 1981 و1991 إلى معدلات الإجهاض بحسب كل سن، يلاحَظ أنها انخفضت على مدى الثمانينيات في كل الفئات السِّنِّية، وأن أَحَدّ الانخفاضات كانت في أكثر المناطق إجهاضًا. وفي الثمانينيات أيضًا حصل تحول في التوزع السِّنّي لمعدلات الإجهاض، وكان أعلى معدل في 1981 مرتبطًا بالنساء البالغات 25–29، وفي 1991 ارتبط بالنساء البالغات 30–34. وأما معدله بين المراهقات فكان منخفضًا في العامين (7.6 لكل ألف في 1981، و4.6 لكل ألف في 1991). وهذه البيانات خاصة بالإجهاض القانوني المسجَّل فحسب، وأما الحالات السِّرية فما زال عددها مجهولًا.
من ظواهر الأعوام الأخيرة: ازدياد الإجهاضات بين المهاجِرات. ففي 1993 أُجهض 138,357 طفل، كان منها 13,826 10% من مقيمات أجنبيات، بزيادة 9,850 إجهاضًا عن 1996. وهذه الزيادة راجعة غالبًا إلى ازدياد الأجنبيات في إيطاليا، فتصاريح الإقامة زادت من 678,000 في 1995 إلى 1,100,000 في 1999، وفق بيانات المعهد الوطني للإحصاء. استنادًا إلى تقديرات عدد المهاجرات المتراوحة أعمارهن بين 18 و49، أحصى المعهد أن معدل إجهاضاتهنّ بلغ 28.7 لكل ألف في 1998، وهذا 3 أضعاف معدل إجهاض الإيطاليات. بل يُحتمل أن ازدياد المهاجرات هو السبب الرئيس في ثبات معدل الإجهاض نسبيًّا في إيطاليا. وإذا اقتُصر على تحليلات 1996-1998 (الأعوام التي كانت بيانتها أكمَل من حيث حالة الإقامة)، وُجد أن إجهاضات الإيطاليات قلّت من 127,700 في 1996 إلى 123,728 في 1998.

## قانون 194

### خلفية تاريخية
قبل تمرير القانون في 1978، كان الإجهاض يُعد جريمة في حق النزاهة والاستقامة وفي حق السُّلالة، كما جاء في الباب العاشر من الكتاب الثاني لقانون العقوبات. كانت المادة 546 تحديدًا تحظر جميع أنواع الإجهاض، وتعاقب عليها بالسجن ما بين سنتين و5 سنين، إلا عند الضرورة حين تكون المرأة في خطر مباشر.
كانت نقطة التحول في النقاش الدائر حول الإجهاض هي قرار 27 الذي أصدرته المحكمة الدستورية الإيطالية في 18 فبراير 1975، ناصًّا على أن المادة 546 غير دستورية.